# Évelyne Tranlé
Évelyne Tranlé är en fransk illustratör. Hon har arbetat med färgläggning av flera olika tecknade serier. Mest känd är hon för att ha färglagt 21 album av Pierre Christins och Jean-Claude Mézières serie Linda och Valentin. Évelyne Tranlé är syster till Jean-Claude Mézières. Hennes arbete är beskrivit i förorden till Linda och Valentin: Samlade äventyr 3  och Linda och Valentin: Samlade äventyr 5 